# Hoya erythrina
Hoya erythrina är en oleanderväxtart som beskrevs av R.E. Rintz. Hoya erythrina ingår i släktet Hoya och familjen oleanderväxter. Inga underarter finns listade i Catalogue of Life.